# Зудилово (Омская область)
Зудилово — упразднённая деревня в Большеуковском районе Омской области. Входила в состав Аевского сельского поселения. Исключена из учётных данных в 2008 г.

## География
Располагалась левом берегу реки Большой Аёв в месте впадения в неё безымянного ручья, в 5 км к северо-западу от села Большие Уки.

## История
В 1928 году деревня Зудилова состояла из 90 хозяйств. В административном отношении входила в состав Уковского сельсовета Рыбинского района Тарского округа Сибирского края.

## Население
По переписи 1926 г. в деревне проживало 515 человек (241 мужчина и 274 женщины), основное население — русские.
Согласно результатам переписи 2002 года в деревне отсутствовало постоянное население.